# 秋田県道25号秋田港線
秋田県道25号秋田港線（あきたけんどう25ごう あきたこうせん）は、秋田県秋田市を通る県道（主要地方道）である。

## 概要
秋田市土崎港西1丁目の道の駅あきた港（セリオン）付近から、同市土崎港西3丁目の国道7号秋田北バイパス（臨港警察署入口交差点）までの短距離路線である。

### 路線データ
- 総延長: 355 m[2]
- 実延長 : 355 m[2]
- 起点 : 秋田県秋田市土崎港西1丁目11番7[3]
- 終点 : 秋田県秋田市土崎港西3丁目1番1（臨港警察署入口交差点、国道7号交点）[3]
- 未供用区間 : なし[2]

## 歴史
- 1954年（昭和29年）12月2日 - 県道に認定される[3]。
- 1993年（平成5年）5月11日 - 建設省から、県道秋田港線が秋田港線として主要地方道に指定される[4]。

## 路線状況

### 冬期閉鎖区間
- なし[5]

### 交通不能区間
- なし[6]

## 地理

### 交差する道路
| 施設名               | 接続路線名                                                            | 備考 | 所在地              |
| -------------------- | --------------------------------------------------------------------- | ---- | ------------------- |
|                      |                                                                       | 起点 | 秋田市土崎港西1丁目 |
| 臨港警察署入口交差点 | 国道7号 （=重複国道101号・国道285号） （=重複秋田県道56号秋田天王線） | 終点 | 秋田市土崎港西3丁目 |

### 沿線の施設
- 道の駅あきた港（セリオン）
  - セリオンリスタ
- 秋田港（新日本海フェリー乗り場など）
- JR貨物・秋田臨海鉄道 秋田港駅
- ホテルルートイン秋田土崎
- 秋田臨港警察署